# Christer Bothén
Christer Bothén (* 13. September 1941 in Trollhättan) ist ein schwedischer Jazzmusiker (Bassklarinette, Kontrabassklarinette, auch Gimbri, Doussou N’Goni) und bildender Künstler.

## Wirken
Bothén arbeitete in den frühen 1970er Jahren in der schwedischen Gruppe von Don Cherry, mit der er auch mehrere Alben einspielte. Ab Mitte der 1970er Jahre gehörte zu den Gruppen Spjärnsvallet und Archimedes Badkar, mit denen Schallplatten entstanden. In den frühen 1980er Jahren war er Mitglied von Bengt Bergers Bitter Funeral Beer Band; mit ihr und Don Cherry war er 1982 am gleichnamigen Album für ECM beteiligt; im selben Jahr trat er mit dieser Band auf dem Deutschen Jazz Festival in Frankfurt auf. Gemeinsam mit der Gruppe Bolon Bata legte Bothén ab 1984 die Alben Trance Dance und Mother Earth vor; unter eigenem Namen folgte 1996 The Spirit of Milvus Milvus, 2001 Seven Pieces und 2006 im Trio  Triolos. Als Solist auf den tiefen Klarinetten trat er 2016 beim Météo-Festival in Mulhouse auf. Daneben betätigte er sich aber im Xylofonorchestern, mit dem er 2014 das Album Stora Bla vorlegte, auch auf weiteren Instrumenten.
In den letzten Jahren war Bothén als Mitglied von Mats Gustafssons Nu Ensemble (Hidros 6 – Knockin’) tätig, zudem arbeitete er mit Tisha Mukerji und Wilhelm Bromander. Mit Berger-Knutsson-Spering sowie Neneh und Eagle-Eye Cherry spielte er das Tributalbum „See You in a Minute“ mit Musik Don Cherrys ein. Er ist auch auf Alben von Mari Boine, Prins Lätt, dem Fire Orchestra, Neneh Cherry & The Thing (The Cherry Thing), Goran Kajfeš und Sara Lunden sowie auf Jorden vi ärvde (2025) des Vilhelm Bromander Unfolding Orchestra zu hören. 2020 wurde er mit dem Jazzpreis der Königlich Schwedischen Musikakademie ausgezeichnet. 2025 legte er im Trio mit Kjell Nordeson und Torbjörn Zetterberg das Album L’invisible vor, mit Cosmíc Ear das Album Traces (2025).